# Антоніо Салінас
Антоніо Салінас  (італ. Antonino Salinas 19 листопада, 1841, Палермо — 7 березня, 1914, Рим) — італійський археолог, нумізмат і громадський діяч ХІХ ст.

## Гарібальдієць
Народився у Палермо. Юнаком влаштувався до Королівського університету Палермо. Італія на той час жила проблемами звільнення від Австрійської імперії та з'єднанням окремих князівств і єдину державу. Ці прагнення розділяв і молодий Антоніо Салінас.
Коли ватажак італійських повстанців Джузеппе Гарібальді висадився у порту Марсала (Сицилія), Антоніо Салінас покинув навчання і приєднався до Південної армії Гарібальді. 13 липня 1860 року він отримав звання лейтенанта артилерії, брав участь у військових операціях у Капуї та у Валтурно. Мав за участь у військових операціях бронзову медаль. У січні 1861 року звільнився з армії і повернувся до Палермо, де працював у Великому архіві.

## Освіта і адміністративна кар'єра
Власну освіту продовжив в університеті міста Берлін, де вивчав археологію, картографію та історію. Серед його викладачів — німецький історик Теодор Моммзен. Берлінський університет закінчив 1862 року. Мав освітню подорож. Брав участь у першому археологічному дослідженні некрополя Керамік у Афінах, від італійських науковців.
1865 року повернувся у Палермо і у віці 24 роки отримав посаду професора археології у Палермському університеті. Пізніше він створив непогану адміністративну кар'єру і 1894 року став міським радником та міністром освіти у місті Палермо. У період 1903—1904 років був ректором університету у Палермо.

## Археолог і нумізмат
Наприкінці 19 століття у Сицилії розпочали археологічні досліджееня старовинних давньогрецьких міст та їх залишків. Як археолог Антоніо Салінас брав участь у дослідженнях Тіндарі, Мозії, Селінунті. Сам став колекціонером археологічних знахідок та античних монет. Серед останніх археологічних робіт Салінаса — археологічне дослідження у місті Мессіна 1908 року після руйнівного землетрусу. Того ж 1908 року його обрали членом Академії деі лінчеї у Римі.
Антоніо Салінас був одним із засновників Італійського інституту нумізматики та був його президентом у період 1912—1914 рр.

## Заповіт на музей у Палермо
Антоніо Салінас склав заповіт на користь археологічного музею в місті Палермо, куди перейшли його шість тисяч (6000) монет, бібліотека науковця та його приватна колекція археологічних знахідок.

## Смерть
Антоніо Салінас помер 7 березня 1914 року в Римі. Поховання відбулося на цвинтарі Санта Марія ді Джезу в Палермо.